# Pacificación de Gante

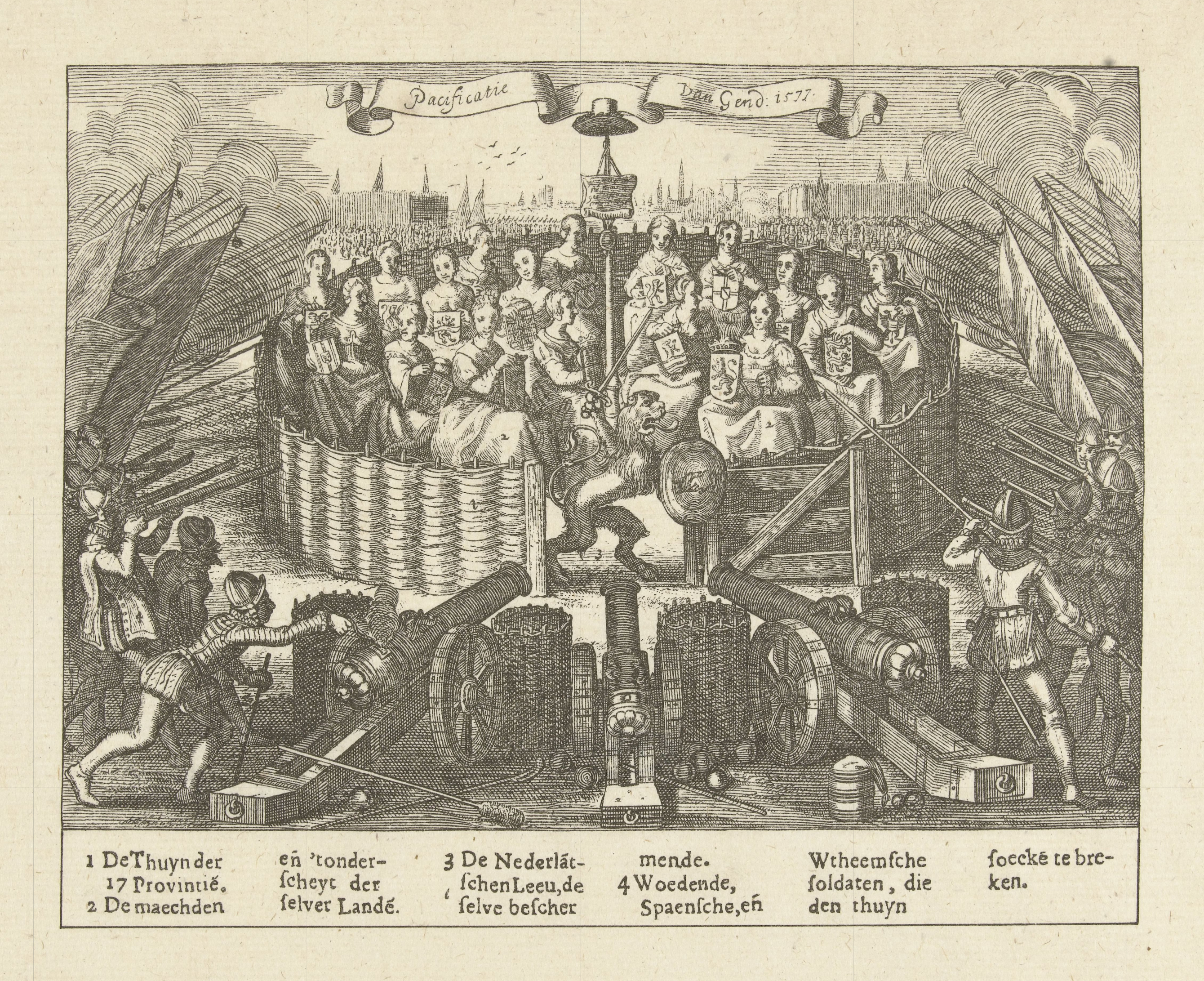
Alegoría de la Pacificación de Gante, por Adriaen van de Venne.

La Pacificación de Gante del 8 de noviembre de 1576 fue un acuerdo al que llegaron los estados generales de las provincias de los Países Bajos, tanto las que se habían rebelado contra la Corona española como las que habían permanecido leales, por el que se estipulaba las condiciones por las que aceptarían una paz con España, en el marco de la guerra de los ochenta años. Tres días después las tropas españolas abandonarían el castillo de la ciudad.
Tras la muerte de Luis de Requesens, gobernador español de los Países Bajos, y mientras el nuevo gobernador nombrado por Felipe II (Juan de Austria) llegaba a Bruselas, los Estados Generales asumieron el gobierno, la potestad legislativa del país y el derecho de crear y reunir un ejército ante el vacío de poder creado.
Al mismo tiempo, parte de las tropas españolas estacionadas en los Países Bajos, la mayoría de las cuales llevaban más de un año sin cobrar, se amotinaban por la falta de pagas o cometían toda clase de robos y pillajes para procurarse sustento.
La situación fue aprovechada por los rebeldes neerlandeses para tomar la ciudad de Amberes, intento que fue frustrado por las tropas españolas que se desplazaron a defenderla, pero que tras su defensa se dedicaron a saquear, en lo que se conoce como el saqueo de Amberes del 4 de noviembre.
El día 8, los representantes de las provincias, hartos de la guerra y de los desmanes que cometían las tropas, acordaron dejar de lado sus diferencias religiosas y unirse contra la corona poniéndose de acuerdo en los siguientes aspectos:
- Las tropas españolas debían abandonar los Países Bajos.
- Los estados generales podían legislar por iniciativa propia.
- Declaración de una amnistía para los insurrectos neerlandeses.
- Confirmación de los privilegios de la nobleza y la Iglesia.
- Guillermo de Orange actuaría como jefe del gobierno al lado del tutor nombrado por el rey.

El 5 de enero de 1577, Don Juan de Austria, nuevo gobernador de los Países Bajos,  aceptaba el contenido del acuerdo mediante el Edicto Perpetuo.
Las tropas españolas recuperarían la ciudad el 17 de septiembre de 1584.